# Хенрих Мхитарян
Хенрих Мхитарян (на арменски: Հենրիխ Մխիթարյան) е арменски футболист, полузащитник, който играе за Интер.
Мхитарян е футболистът, вкарал най-много голове за националния отбор на Армения – 32 гола в 95 международни мача от дебюта му през януари 2007 г., включително първият хеттрик за отбора.
Избиран е за футболист на годината в Армения осем пъти, за последно през 2017 г.

## Клубна кариера

### Пюник
Мхитарян е юноша на Пюник. На 17-годишна възраст записва първия си мач за мъжкия отбор. През първия си сезон изиграва 10 мача, в които отбелязва 11 гола, помагайки на отбора си да спечели титлата. С отбора на Пюник, Мхитарян печели 4 титли – през 2006, 2007, 2008 и 2009. След успеха му през 2009, Мхитарян се присъединява към украинския Металург Донецк.

### Металург Донецк
Мхитарян прави дебюта си за Металург на 16 юли 2009 г. срещу Партизан Минск в Лига Европа, отбелязвайки гол. През първия си сезон с екипа на Металург, Мхитарян изиграва общо 38 мача, в които отбелязва 14 гола. През следващия сезон, едва 21-годишен, Мхитарян е избран за капитан на отбора, което го прави най-младият капитан в историята на клуба. На 30 август 2010 г. Мхитарян изиграва последния си мач за отбора на Металург, след което преминава в тогавашния шампион Шахтьор Донецк за сумата от $ 7,5 милиона долара.

### Шахтьор Донецк
След като е закупен от Шахтьор Донецк, Мхитарян прави дебюта си срещу Оболон Киев, заменяйки Едуардо. На 28 септември 2010 г. прави дебют в Шампионска лига при победата на отбора си срещу Спортинг Брага. Първият му сезон с клуба е успешен, печелейки требъл. През следващия сезон Шахтьор отново печели титлата и купата на страната, като Мхитарян отбелязва 11 гола в 36 мача. Също така е избран и за най-добър играч на отбора за сезона, печелейки 38% от гласовете. През третия си сезон за Шахтьор, Мхитарян отбелязва 2 гола и прави 2 асистенции при първия мач на отбора за сезона срещу Арсенал Киев. На 19 септември 2012 г. отбелязва първия си гол в Шампионска лига срещу датския шампион Нордселанд. На 16 март 2013 г. записва 100-ия си мач в Украинската Премиер лига.

### Борусия Дортмунд
На 25 юни 2013 г. Борусия Дортмунд плаща за правата на Мхитарян сумата от €27 милиона евро. Мхитарян прави дебюта си за Борусия на 10 юли в приятелски мач срещу швейцарския Базел. На 18 август прави дебюта си в Бундеслига при домакинска победа над Айнтрахт Брауншвайг. Отбелязва първите си голове в Бундеслига при победата на отбора си срещу Айнтрахт Франкфурт. Завършва сезона с 9 отбелязани гола и 10 асистенции, като отборът завършва на второ място в първенството и губи финала за купата. Вторият сезон на Мхитарян за Борусия започва със спечелването на Суперкупата на Германия, след победа над Байерн Мюнхен. През септември 2014 г. получава контузия, която го вади от игра за месец. На 13 декември получава нова контузия. На 15 август 2015 г. Мхитарян отбелязва първия си гол за новия сезон при откриването на първенството, по време на победата с 4:0 срещу Борусия Мьонхенгладбах. На 20 август отбелязва победния гол при победата срещу норвежкия Од Гренлан с 4:3 в Лига Европа. На 5 октомври 2015 г. отбелязва гол срещу азербайджанския Габала, с който помага на отбора си да си осигури място на директните елиминации в Лига Европа.

### Манчестър Юнайтед
На 6 юли 2016 г. Хенрих Мхитарян се присъединява към Манчестър Юнайтед, подписвайки договор за 4 години с опция за още една допълнителна. На 14 август 2016 г. той става първият арменец, играл в Английската висша лига, след като влиза да смени Хуан Мата в 75-ата минута на мача срещу АФК Борнмът, завършил 3:1 за гостите от Манчестър Юнайтед.
На 8 декември 2016 г. Мхитарян отбелязва първия си гол за клуба срещу украинския ФК „Зоря̀“ (Луганск) в последния мач на Манчестър Юнайтед в груповата фаза на Лига Европа. Три дни по-късно той отбелязва и първия си гол в Английската висша лига (който е също така и първият му гол на Олд Трафорд) в мач срещу Тотнъм, завършил с победа 1:0 над гостите.
На 26 декември 2016 г. Мхитарян отбелязва виртуозен гол в мача на Юнайтед срещу Съндърланд, макар да е в положение на засада, което остава незабелязано от съдиите; това е третият гол в мача, завършил с победа 3:1 за домакините на Олд Трафорд.
Той отбеляза във финала на Лига Европа през 2017 г., за да помогне на Манчестър Юнайтед да победи Аякс с 2:0 и става първият арменец, спечелил голям европейски трофей.
В първите три мача от сезон 2017/18 на Висшата лига Мхитарян асистира за рекордните пет гола. Два дни по-късно той отбелязва първия си гол за сезона при победата с 4:0 над Евертън. Мхитарян отбелязва първия си гол в Шампионската лига за Манчестър Юнайтед десет дни по-късно при победата с 4:1 като гост срещу ЦСКА Москва. Въпреки това, след поредица от лоша форма, Мхитарян е изваден от стартовия състав по време на победата на Юнайтед с 4:1 над Нюкасъл Юнайтед.

### Арсенал
На 22 януари 2018 г. Арсенал обявява подписването на Мхитарян от Манчестър Юнайтед, като част от разменна сделка с Алексис Санчес, който преминава в другата посока. На 3 февруари 2018 г. прави първия си старт за Арсенал при домакинската победа с 5:1 над Евертън, като прави три асистенции. Мхитарян се завръща от контузия, за да се изправи срещу Манчестър Юнайтед на Олд Трафорд, отбелязвайки единствения гол на Арсенал в крайната загуба с 1:2, отказвайки да отпразнува гола от уважение към бившия си отбор.
Мхитарян отбелязва гол и асистенция във вторите мачове на Арсенал от сезон 2018/19 срещу лондонския съперник Челси, губейки мача с 2:3.
Мхитарян е в центъра на полемика преди финала на Лига Европа през 2019 г. в Баку, Азербайджан между Арсенал и Челси; Армения и Азербайджан нямат международни отношения и на хора от арменски произход е забранено влизането в Азербайджан без предварително официално разрешение. Обещани са му гаранции за сигурност, но не пътува поради опасения за сигурността. Мхитарян и Арсенал в крайна сметка решават, че той няма да пътува с отбора за финалния мач, тъй като преди това два пъти решава да не пътува до Азербайджан, първият е през 2015 г., за да играе за Борусия Дортмунд срещу ФК Габала, а вторият през 2018 г. за Арсенал срещу ФК Карабах.

### Рома
Мхитарян изиграва три мача за Арсенал, преди на 2 септември 2019 г. да се присъедини към италианския клуб АС Рома под наем за един сезон за 3 милиона евро плюс допълнителни 100 000 евро под бонуси. Мхитарян дебютира срещу Сасуоло на 15 септември и вкарва гол при победата на Рома с 4:2. В края на септември Мхитарян получава контузия на аддуктора си при победа с 1:0 над Лече. Първоначално се очаква да отсъства за три седмици, той се връща в отбора в края на ноември. В първия си мач след контузия, Мхитарян вкарва при победа с 3:1 над ФК Верона. След това той отбелязва два мача по-късно срещу СПАЛ 2013 на 12 декември 2019 г., изпращайки Рома на четвърто място в таблицата на Серия А.
През януари 2020 г. Мхитарян претърпява втора контузия за сезона на бедрения мускул, което го изважда от игра за още един месец. За трети път той отбелязва гол при завръщането си, при загуба с 2:3 от ФК Болоня. По-късно отбелязва при победи над Лече и Каляри Калчо.
На 31 август 2020 г. договорът на Мхитарян с Арсенал е анулиран по взаимно съгласие и той остава в Рома за постоянно.
На 5 ноември 2020 г. Мхитарян отбелязва най-бързия гол на клуба в Лига Европа, след само 57 секунди, при победата с 5:0 над румънския отбор ЧФР Клуж. Три дни по-късно отбелязва хеттрик за Рома при победата с 3:1 в Серия А срещу ФК Дженоа.

### Интер
Мхитарян подписва с Интер Милано със свободен трансфер на 2 юли 2022 г.

## Национален отбор
Първия си мач за националния отбор Мхитарян изиграва срещу Панама на 14 януари 2007 г.
В квалификациите за Евро 2012 Мхитарян отбелязва 6 гола, с което се превръща в голмайстор в квалификационната група на Армения. Армения не успява да се класира на Евро 2012, завършвайки на трето място в квалификационната група B, на 4 точки от зоната на баражите. На 10 септември 2013 г., замествайки Роман Березовски, Мхитарян за първи път е капитан на националния отбор при домакинска загуба от Дания в Група B на световните квалификации.

## Личен живот
Хенрих Мхитарян е роден на 21 януари 1989 г. в Ереван в семейството на Марина Ташчиян и Хамлет Мхитарян. Майка му работи в Арменската футболна федерация, а сестра му – Моника – в структурите на УЕФА.
В началото на 90-те семейството емигрира във Франция, където бащата на Мхитарян играе за местен третодивизионен клуб. През 1995 г. семейството се връща в Армения. През 1996 г. бащата на Мхитарян умира вследствие на мозъчен тумор.
Мхитарян завършва спортно училище, след което учи икономика в местния филиал на Санктпетербургския университет.
Описва Зинедин Зидан като свой идол.

## Успехи
Пюник
- Арменска Премиер Лига: 2006, 2007, 2008, 2009
- Купа на Армения: 2009
- Суперкупа на Армения: 2007, 2008

 Шахтьор Донецк
- Украинска Премиер лига: 2010/11, 2011/12, 2012/13
- Купа на Украйна: 2011, 2012, 2013
- Суперкупа на Украйна: 2012

 Борусия Дортмунд
- Суперкупа на Германия: 2014

 Манчестър Юнайтед
- Къмюнити Шийлд: 2016
- Купа на Футболната лига: 2017
- Лига Европа: 2016/17

 Рома
- Лига на конференциите: 2021/22

 Интер
- Серия А: 2023/24[15]
- Копа Италия: 2022/23[16]
- Суперкопа Италиана: 2022[17], 2023[18]